# Napoleon: Total War
Napoleon: Total War este de un joc video de strategie din 2010, acțiunea desfășurându-se în Europa, Africa de Nord și Orientul Mijlociu. Este dedicat războaielor Napoleoniene. A fost creat de Creative Assembly, ca o combinație între strategie pe runde și bătălii tactice în timp real. Jocul se împarte următoarele în 5 campanii: Campania didactică (1778 - 1793), Campania italiană (1796 - 1797), Campania egipteană (1798 - 1800), Campania europeană (1805 - 1812) și Waterloo (18 iunie 1815).

## Descriere
Jocul evoluționează în baza gameplay-ului și graficii, Empire: Total War. Semnificativ au fost revizuite componentele economice, diplomatice și militare. Pentru prima dată în serie a fost introdus un scenariu istoric care a existat în realitate, evidențiind desfășurarea războaielor Napoleoniene. Spre deosebire de jocul original acțiunea se desfășoară numai în Europa. O mare importanță a dobândit locația geografică a fracțiunior care este un factor foarte important. O altă schimbare, constituie calculatoarele AI, acum acestea sunt mult mai adecvate și realiste (de exemplu, Marea Britanie este situată pe insule (Marea Britania și Irlanda), așa că primul lucru pe care Franța îl va întreprinde este blocarea tuturor porturilor și șantierelor navale britanice pentru a preveni o eventuală debarcare în Franța.
Sega a anuțat în vara anului 2010 despre add-on-ul, Peninsular Campaign. Disponibil de asemenea prin intermediul serviciului Steam, acesta va introduce Spania pe lista națiunilor ce pot fi controlate de jucători, unități noi, o hartă de campanie formată din 32 de regiuni împărțite între 4 facțiuni, precum și o serie de noi opțiuni pentru modul multiplayer.